# Chalcura affinis
Chalcura affinis är en stekelart som först beskrevs av Charles Thomas Bingham 1906.  Chalcura affinis ingår i släktet Chalcura och familjen Eucharitidae. Inga underarter finns listade i Catalogue of Life.